# 海老カツ

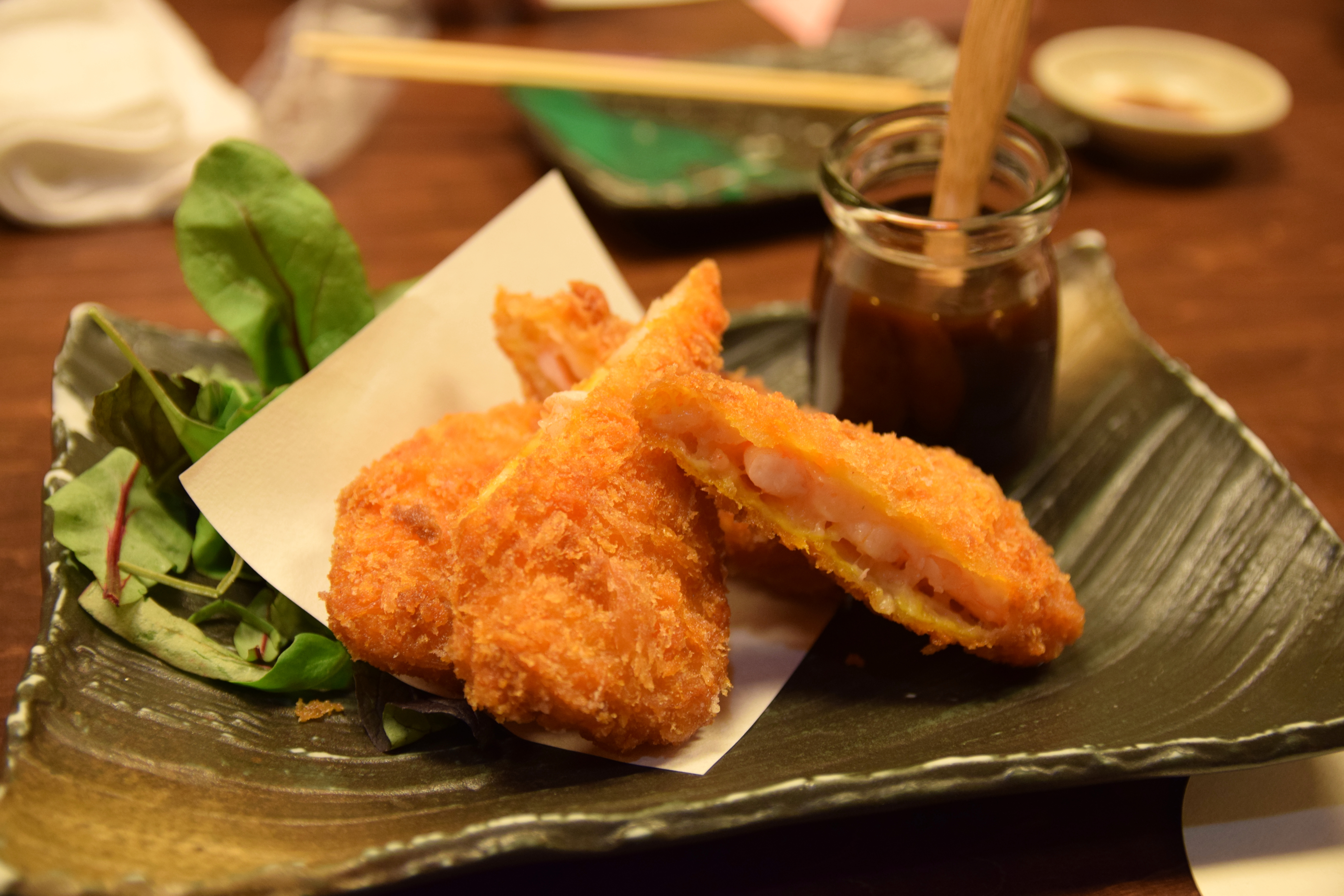
海老カツ

海老カツ（えびかつ）とは、海老のミンチを具とした日本のカツレツ料理（もしくはフライの一種）である。エビのカツレツと呼ばれる事もある。

## 概要
海老カツは、海老の身を粗めにすり潰したものを寄せ固めて形作り、小麦粉とパン粉の衣を着けて食用油で揚げ焼きしたものである。エビフライが海老の種類によってその大きさが決まってしまうところを、海老カツでは海老の大きさに影響されず、バナメイエビなど、いわゆる「小エビ」と呼ばれる小型品種のエビでも使用できる点が利点ともなる。ただし、店によってはエビフライを「海老カツ」と称して供している場合もあり、トンカツ店でも海老カツを供する所がある。
ミンチ状態なので大きさが自由であり、また日本人好みの味ということもあって、ハンバーガーチェーンにおいて2000年頃から定番メニューとして、これらをはさんだ「海老カツバーガー」（商品名はチェーンによりまちまち）が販売されるようになってきている。これは安価で日本人の味覚にも合う海外輸入海老の調達ルートが確立されるようになったことも影響している。海外では、中国地元資本のファストフードチェーンでも単品またはバーガーとして提供する例がある。

## 歴史
大正時代までにカツレツや海老真薯を応用して考案された料理で、1913年（大正2年）の『食道楽続編　夏の巻』に「海老のカツレツ（上等）」の名で、1931年（昭和6年）の『料理する人の爲に』には「伊勢海老のコロッケ」の名で作り方が紹介されている。

## 海老カツを利用した料理
- ハンバーガー
- カツサンド
- カツ丼
- カツカレー